# Convertisseur Ćuk
Un convertisseur Ćuk est une alimentation à découpage qui convertit une tension continue en une autre tension continue de plus faible ou plus grande valeur mais de polarité inverse. Au contraire des autres types de convertisseurs, qui utilisent une inductance, un convertisseur Ćuk utilise un condensateur pour stocker de l'énergie. Le convertisseur Ćuk doit son nom à son inventeur, Slobodan Ćuk du California Institute of Technology, qui a été le premier à décrire cette topologie dans un article.
Orthographe : Ćuk ([t͡ɕuk]) est parfois orthographié, de manière incorrecte, Čuk ou Cúk. Ć et Č sont deux lettres différentes en serbe.

## Principe de base
C'est un convertisseur de type « Boost-Buck » qui permet des échanges d'énergies contrôlés entre une source de courant et une autre source de courant au travers d'un étage tampon constitué d'une source de tension. C'est le circuit dual du convertisseur Buck-Boost

## Convertisseur Ćuk sans isolation galvanique

### Principe de fonctionnement

Fig 1 : Schéma de base d'un convertisseur Ćuk sans isolation galvanique.

Fig 2 : Les deux configurations d'un convertisseur Ćuk sans isolation galvanique suivant l'état de l'interrupteur S.

Fig 3 : Les deux configurations d'un convertisseur Ćuk sans isolation galvanique suivant l'état de l'interrupteur S. Sur cette figure, les interrupteurs ont été remplacés par un fil quand ils sont passants et enlevés du schéma lorsqu'ils sont bloqués.

Un convertisseur Ćuk sans isolation galvanique est constitué de deux inductances, de deux condensateurs, d'un interrupteur (généralement un transistor) et d'une diode.
Le schéma de base d'un convertisseur Ćuk est représenté figure 1.
Le condensateur C est utilisé pour transférer l'énergie entre la source de tension d'entrée (Vi) et celle de sortie (Vo). Pour cela, il est connecté alternativement à l'entrée ou à la sortie du convertisseur grâce à l'interrupteur S et à la diode D (voir figures 2 et 3).
Les deux inductances L1 et L2 sont utilisées pour convertir respectivement la source de tension d'entrée et la source de tension de sortie (Co) en sources de courant. En effet une bobine peut être considérée, sur une courte période, comme une source de courant comme elle maintient celui-ci constant. Ces conversions sont nécessaires afin de limiter le courant lorsque l'on relie le condensateur C à une source de tension (Vo ou Vi).
Comme les autres convertisseurs (Boost, Buck, Buck-Boost ou Flyback), le convertisseur Ćuk peut fonctionner avec une conduction continue ou discontinue en courant. Cependant, à l'inverse des autres convertisseurs, il peut aussi fonctionner avec une conduction discontinue en tension (la tension aux bornes du condensateur s'annule pendant une partie du cycle de commutation).

### Conduction continue
Si on considère que le convertisseur a atteint son régime permanent, la quantité d'énergie stockée dans chacun de ses composants est la même au début et à la fin d'un cycle de fonctionnement. En particulier, l'énergie stockée dans l'inductance est donnée par :
{\displaystyle E={\frac {1}{2}}L\cdot I_{L}^{2}}
En conséquence, le courant traversant l'inductance est le même au début et à la fin de chaque cycle de commutation. L'évolution du courant dans une inductance étant liée à la tension à ses bornes :
{\displaystyle V_{L}=L{\frac {dI}{dt}}}
Cette relation nous permet de voir que la tension moyenne aux bornes d'une inductance doit être nulle afin de satisfaire les conditions de régime permanent.
Si on considère que la chute de tension aux bornes de la diode est nulle et que les condensateurs C et Co ont une capacité suffisamment grande en regard des durées de charge et de décharge pour qu'on puisse considérer que les tensions à leurs bornes sont constantes, les tensions aux bornes des deux inductances L1 et L2 doivent satisfaire les relations suivantes : :
- Durant l'état passant,
  - {\displaystyle V_{L1}=V_{i}} car l'inductance L1 est reliée directement à la source de tension d'entrée.
  - {\displaystyle V_{L2}=V_{o}-V_{C}} car l'inductance L2 est, quant à elle, reliée en série avec les condensateurs C et Co.
- Pendant l'état bloqué,
  - {\displaystyle V_{L1}=V_{i}-V_{C}}. l'inductance L1 étant reliée en série avec la source de tension d'entrée et le condensateur C (voir figure 2).
  - {\displaystyle V_{L2}=V_{o}} car, la diode D étant passante, L2 est directement reliée au condensateur de sortie.

Le convertisseur étant à l'état passant de {\displaystyle t=0} à {\displaystyle t=\alpha T} ({\displaystyle \alpha } étant le rapport cyclique) puis à l'état bloqué de {\displaystyle t=\alpha T} à {\displaystyle t=T}. Les valeurs moyennes de VL1 et VL2 s'écrivent :
{\displaystyle {\bar {V}}_{L1}=\alpha \cdot V_{i}+\left(1-\alpha \right)\cdot \left(V_{i}-V_{C}\right)=\left(V_{i}+(1-\alpha )\cdot V_{C}\right)}
{\displaystyle {\bar {V}}_{L2}=\alpha \left(V_{o}-V_{C}\right)+\left(1-\alpha \right)\cdot V_{o}=\left(V_{o}-\alpha \cdot V_{C}\right)}
Comme les deux tensions sont nulles afin de satisfaire les conditions de régime permanent, on peut en déduire en utilisant la seconde équation :
{\displaystyle V_{C}={\frac {V_{o}}{\alpha }}}
En remplaçant VC dans l'équation de {\displaystyle {\bar {V}}_{L1}} par son expression, on obtient :
{\displaystyle {\bar {V}}_{L1}=\left(V_{i}+(1-\alpha )\cdot {\frac {V_{o}}{\alpha }}\right)=0}
Ce qui peut se réécrire de la façon suivante :
{\displaystyle {\frac {V_{o}}{V_{i}}}=-{\frac {\alpha }{1-\alpha }}}
On s'aperçoit que cette expression est la même que celle obtenue pour le convertisseur Buck-Boost.